# U-17-Fußball-Europameisterschaft 2013
Die Endrunde der 31. U-17-Fußball-Europameisterschaft fand vom 5. bis 17. Mai 2013 in der Slowakei statt. Nach der U-21-Fußball-Europameisterschaft 2000 ist es die zweite Fußball-Europameisterschaften der Junioren, die in der Slowakei stattfand. Sie diente auch als Qualifikation für die U-17-Fußball-Weltmeisterschaft 2013 in den Vereinigten Arabischen Emiraten. Die besten sechs Mannschaften qualifizierten sich für die WM.

## Qualifikation
Die erste Qualifikationsrunde, an der außer Gastgeber Slowakei alle Verbände der UEFA teilnahmen, wurde am 29. November 2011 ausgelost. Sie begann am 24. September 2012 und wurde am 4. November 2012 abgeschlossen.
In der ersten Qualifikationsrunde, die in Mini-Turnieren in jeweils einem Land stattfand, konnten sich Deutschland, die Schweiz und Österreich durchsetzen und die Eliterunde erreichen. Deutschland gewann alle seine drei Spiele: 5:0 gegen San Marino, 10:1 gegen Andorra und 8:1 gegen Gastgeber Finnland. Die Schweizer gewannen ebenfalls ihre Gruppe nach einem 3:0 gegen die Färöer, einem 5:1 gegen Zypern und einem 1:1-Remis gegen Gastgeber Österreich, das seinerseits die Färöer mit 6:0 besiegte und gegen Zypern 1:1 spielte und damit auf Platz 2 landete. Liechtenstein scheiterte dagegen an Ungarn und Italien.
In der Eliterunde setzten sich Österreich und die Schweiz als Gastgeber in ihren Gruppen durch. Österreich gewann zwei Spiele (1:0 gegen Serbien und 2:1 gegen Georgien), nachdem sie am Anfang gegen Irland mit 0:1 verloren. Die Schweizer schafften zwei Siege (2:1 gegen Israel und 1:0 gegen Tschechien) und einem Unentschieden (0:0 gegen Polen), was für den Gruppensieg reichte. Deutschland war ebenso Gruppengastgeber, aber zwei überzeugende Siege (5:2 gegen Bulgarien und 6:0 gegen Estland) waren nicht genug für den ersten Platz, der von den ukrainischen Spielern im direkten Duell (0:1) gewonnen wurde.

## Modus
Die acht qualifizierten Mannschaften wurden auf zwei Gruppen zu je vier Mannschaften aufgeteilt. Innerhalb der Gruppen spielte jede Mannschaft einmal gegen jede andere. Die Gruppensieger und Gruppenzweiten erreichten das Halbfinale. Deren Sieger erreichten das Finale; Platz drei wurde nicht ausgespielt. Die reguläre Spielzeit betrug zweimal 40 Minuten. Ab dem Halbfinale entschied bei unentschiedenem Spielstand nach der regulären Spielzeit unmittelbar ein Elfmeterschießen.

## Teilnehmer
An der Endrunde nahmen die folgenden acht Teams teil: 
| - Italien - Kroatien - Österreich - Russland | - Slowakei - Schweden - Schweiz - Ukraine |

## Austragungsorte
Die Endrundenspiele wurden in vier Städten ausgetragen: Žilina (Štadión pod Dubňom), sowie in Dubnica nad Váhom (Mestský štadión), Nitra (Štadión pod Zoborom) und Zlaté Moravce (Štadión Zlaté Moravce).

## Vorrunde
Die Vorrunde wurde in zwei Gruppen mit jeweils vier Teams ausgetragen. Die zwei Gruppensieger und Zweitplatzierten qualifizierten sich für das Halbfinale. Bei Punktgleichheit entschied zuerst der direkte Vergleich und danach die Tordifferenz über die Rangfolge.

### Gruppe A
| Pl. | Land       | Sp. | S | U | N | Tore    | Diff. | Punkte |
| --- | ---------- | --- | - | - | - | ------- | ----- | ------ |
| 1.  | Slowakei   | 3   | 1 | 2 | 0 | 003:200 | +1    | 05     |
| 2.  | Schweden   | 3   | 1 | 2 | 0 | 002:100 | +1    | 05     |
| 3.  | Österreich | 3   | 1 | 1 | 1 | 003:300 | ±0    | 04     |
| 4.  | Schweiz    | 3   | 0 | 1 | 2 | 003:500 | −2    | 01     |

|                                                     |   |            |           |
| So., 5. Mai 2013 um 14:30 Uhr in Dubnica nad Váhom  |   |            |           |
| Slowakei                                            | – | Österreich | 1:0 (0:0) |
| So., 5. Mai 2013 um 19:30 Uhr in Žilina             |   |            |           |
| Schweiz                                             | – | Schweden   | 0:1 (0:1) |
| Mi., 8. Mai 2013 um 16:00 Uhr in Dubnica nad Váhom  |   |            |           |
| Österreich                                          | – | Schweden   | 1:1 (0:1) |
| Mi., 8. Mai 2013 um 18:00 Uhr in Žilina             |   |            |           |
| Slowakei                                            | – | Schweiz    | 2:2 (1:1) |
| Sa., 11. Mai 2013 um 16:30 Uhr in Žilina            |   |            |           |
| Schweden                                            | – | Slowakei   | 0:0       |
| Sa., 11. Mai 2013 um 16:30 Uhr in Dubnica nad Váhom |   |            |           |
| Österreich                                          | – | Schweiz    | 2:1 (1:0) |

### Gruppe B
| Pl. | Land     | Sp. | S | U | N | Tore    | Diff. | Punkte |
| --- | -------- | --- | - | - | - | ------- | ----- | ------ |
| 1.  | Russland | 3   | 1 | 2 | 0 | 004:100 | +3    | 05     |
| 2.  | Italien  | 3   | 1 | 2 | 0 | 003:200 | +1    | 05     |
| 3.  | Kroatien | 3   | 1 | 2 | 0 | 002:100 | +1    | 05     |
| 4.  | Ukraine  | 3   | 0 | 0 | 3 | 002:700 | −5    | 0      |

|                                                 |   |          |           |
| So., 5. Mai 2013 um 14:30 Uhr in Zlaté Moravce  |   |          |           |
| Russland                                        | – | Ukraine  | 3:0 (0:0) |
| So., 5. Mai 2013 um 17:30 Uhr in Nitra          |   |          |           |
| Kroatien                                        | – | Italien  | 0:0       |
| Mi., 8. Mai 2013 um 14:00 Uhr in Zlaté Moravce  |   |          |           |
| Russland                                        | – | Kroatien | 0:0       |
| Mi., 8. Mai 2013 um 18:00 Uhr in Nitra          |   |          |           |
| Ukraine                                         | – | Italien  | 1:2 (0:0) |
| Sa., 11. Mai 2013 um 19:30 Uhr in Zlaté Moravce |   |          |           |
| Ukraine                                         | – | Kroatien | 1:2 (1:1) |
| Sa., 11. Mai 2013 um 19:30 Uhr in Nitra         |   |          |           |
| Italien                                         | – | Russland | 1:1 (0:1) |

## Finalrunde

### Halbfinale
|                                          |   |          |                 |
| Di., 14. Mai 2013 um 16:00 Uhr in Žilina |   |          |                 |
| Slowakei                                 | – | Italien  | 0:2 (0:1)       |
| Di., 14. Mai 2013 um 20:30 Uhr in Žilina |   |          |                 |
| Russland                                 | – | Schweden | 0:0, 10:9 i. E. |

### Finale
|                                          |   |          |                |
| Fr., 17. Mai 2013 um 18:00 Uhr in Žilina |   |          |                |
| Italien                                  | – | Russland | 0:0, 4:5 i. E. |

## Beste Torschützen
| Rang | Spieler         | Tore |
| ---- | --------------- | ---- |
| 1    | Elio Capradossi | 2    |
|      | Robin Kamber    | 2    |
|      | Mario Pugliese  | 2    |
|      | Martin Slaninka | 2    |

Hinzu kamen weitere 16 Spieler mit je einem Treffer.

## Schiedsrichter
| Schiedsrichter          | Jahrgang | Assistenten        | Jahrgang | Vierte Offizielle | Jahrgang |
| ----------------------- | -------- | ------------------ | -------- | ----------------- | -------- |
| Neil Doyle              | 1978     | Gregory Crotteux   | 1979     | Petr Kráľovič     | 1983     |
| Nerijus Dunauskas       | 1978     | Silver Kõiv        | 1983     | Vladimír Vnuk     | 1978     |
| Serdar Gözübüyük        | 1985     | Dejan Kostadinov   | 1979     |                   |          |
| Anastasios Sidiropoulos | 1979     | Milan Minić        | 1978     |                   |          |
| Iwajlo Stojanow         | 1981     | Birkir Sigurdarson | 1985     |                   |          |
| Slavko Vinčić           | 1979     | Richard Storey     | 1986     |                   |          |
|                         |          | Dmitri Zhuk        | 1986     |                   |          |
|                         |          | Sergei Vassyutin   | 1986     |                   |          |